# فریدون حمدالله‌پور
فریدون حمدالله‌پور (انگلیسی: Feridun Hamdullahpur) رئیس دانشگاه واترلو کانادا است. وی هفتمین رئیس این دانشگاه به شمار می‌رود.

حمدالله از پدری ایرانی تبار و مادری ترک در ترکیه به دنیا آمد. پدر را در کودکی از دست داد. مدرک کارشناسی و کارشناسی ارشد خویش را از دانشگاه فنی استانبول در رشته مهندسی مکانیک اخذ کرد و در سال ۱۹۸۱ برای ادامه تحصیل به کانادا نقل مکان کرد و توانست مدرک پی‌اچ‌دی خود را در رشته مهندسی شیمی از دانشگاه فنی نوا اسکوشیا بگیرد.

وی پیش از آن که در دانشگاه واترلو مشغول به کار شود در دانشگاه کارلتون اتاوا کانادا مسئولیت‌های مختلفی را به عهده داشت.